# Зофія Кілан-Яворовська
Зофія Емілія Кілан-Яворовська (пол. Zofia Emilia Kielan-Jaworowska; 25 квітня 1925, Соколув-Підляський — 13 березня 2015) — польська палеонтологиня, професорка, працювала довгий період в Інституті Палеобіології імені Романа Козловського ПАН у Варшаві.

## Біографія
Здобувала вищу освіту у Варшавському університеті: за часів II світової війни таємно, пізніше на відділі природничо-математичних наук. Була санітаркою під час Варшавського повстання. В 1953 році здобула ступінь доктора, а в 1972 — ступінь професора.
На початку своєї наукової діяльності досліджувала трилобіти ордовицького та девонського періодів Середньовічної Європи. З 1963 по 1971 була організатором та керівником серії польсько-монгольських палеонтологічних експедицій, які в пустелі Гобі здійснили низку відкриттів нових видів динозаврів i первісних ссавців епохи пізнього крейдового періоду. З крейдяних скель, a також палеогену були видобуті також цінні зразки крокодилів, ящірок, черепах та птахів. Опрацювання цих знахідок тривають і досі, результати яких публікуються у провідних світових працях, монографіях. Під час монгольських експедицій основною ціллю дослідження Кєлан-Яворовської були примітивні ссавці (багатогорбкозубі), тож як результат, вона є єдиним у світі провідним спеціалістом-дослідником первинних ссавців. Опублікувала понад 220 наукових статей.
Була ініціатором та головним і провідним автором книги Mammals from the Age of Dinosaurs (укр. «Ссавці ери динозаврів»), що вийшла у світ 2004 року завдяки видавництву Columbia University Press. За цю книгу авторка отримала премію Фонду польської науки.
Викладала в багатьох університетах, серед яких  – Гарвардський університет, Університет Париж VII, а також Університет Осло. Була членом Польської академії наук, Норвезької академії наук, Європейської академії, Польського географічного товариства i багатьох інших наукових товариств. Її ім'ям або прізвищем названо десятки видів і родів вимерлих тварин (наприклад, Kielanodon, Kielantherium, Zofiabaatar, багатогорбкозуба Indobaatar zofiae).
Дружина Збіґнєва Яворовського. Була атеїсткою.

## Нагороди і відзнаки
- Офіцерський хрест Ордену Відродження Польщі (1966)
- Командорський хрест Ордену Відродження Польщі (1973)
- Варшавський повстанський хрест (1985)
- Почесний доктор Університету Камеріно в Італії (1989)
- Нагорода імені Альфреда Южиковського Фонду Кошчюшка в Нью-Йорку (1994)
- Walter Granger Memorial Award — нагорода за дослідницьку діяльність у Сполучених штатах (1988)
- Romer-Simpson Medal — найвища відзнака, що призначається Товариством палеонтології хребетних у Сполучених Штатах (1995)
- Хрест і звання Ветерана війни за свободу і незалежність (1999)
- Праведник народів світу (1999)[6]
- Командорський хрест з зіркою Ордену відродження Польщі (2002)
- Нагорода Фонду Польської науки (2005)

## Вибрані наукові публікації
- Kielan, Z. 1953. Les trilobites Mésodévoniens des Monts des Sainte-Croix. Palaeontologia Polonica, 6: 50 pp.
- Kielan-Jaworowska, Z. 1968. Scolecodonts versus jaw apparatuses. Lethaia, 1: 39-49
- Kielan-Jaworowska, Z. 1969. Discovery of a multituberculate marsupial bone. Nature, 222: 1091—1092.
- Kielan-Jaworowska, Z. and Sochava, A. V. 1969. The first multituberculate from the Uppermost Cretaceous of the Gobi Desert. Acta Palaeontologica Polonica, 14: 355—371.
- Kielan-Jaworowska, Z. 1970. Unknown structures in multituberculate skull. Nature 226: 974—976.
- Butler, P. M. and Kielan-Jaworowska, Z. 1973: Is Deltatheridium a marsupial? — Nature 245: 105—106.
- Kielan-Jaworowska, Z. 1975. Possible occurrence of marsupial bones in Cretaceous eutherian mammals. Nature, 255: 698—699
- Crompton, A. W. and Kielan-Jaworowska, Z. 1978. Molar structure and occlusion in Cretaceous therian mammals. In Butler, P. M. and Joysey, K. A. (eds.), Studies in the Development, Function and Evolution of Teeth: 249—289. Academic Press, London and New York.
- Kielan-Jaworowska, Z. 1979. Pelvic structure and nature of reproduction in Multituberculata. Nature, 277: 402—403.
- Lillegraven, J. A., Kielan-Jaworowska, Z. and Clemens, W. A. (eds.), Mesozoic Mammals. The First Two-thirds of Mammalian History. University of California Press, Berkeley: 99-149.
- Kielan-Jaworowska, Z. 1980. Absence of ptilodonoidean multituberculates in Asia and its paleogeographic implications. Lethaia, 13: 169—175.
- Fosse, G., Kielan-Jaworowska, Z. and Skaale, S. G. 1985. The microstructure of tooth enamel in multituberculate mammals. Palaeontology, 28: 435—449.
- Kielan-Jaworowska, Z., Presley, R. and Poplin, C. 1986. Cranial vascular system in taeniolabidoid multituberculate mammals. Transactions of the Royal Society of London, B. Biological Sciences, 313: 525—602.
- Kielan-Jaworowska, Z., Dashzeveg, D. and Trofimov, B. A., 1987. Early Cretaceous multituberculates from Asia and a comparison with British and North American Jurassic forms. Acta Palaeontologica Polonica, 32: 3-47.
- Kielan-Jaworowska, Z., Crompton, A. W. and Jenkins F. A. 1987. The origin of egg laying mammals. Nature, 326: 871—873.
- Hopson, J. A., Kielan-Jaworowska, Z. and Allin, E. F. 1989. The cryptic jugal in multituberculates. Journal of Vertebrate Paleontology, 9: 201—209.
- Kielan-Jaworowska, Z. and Nessov, L. A. 1990. On the metatherian nature of the Deltatheroida, a sister group of the Marsupialia. Lethaia, 23: 1-10.
- Kielan-Jaworowska, Z. and Ensom, P. 1992. Multituberculate mammals from the Purbeck Limestone Formation (Late Jurassic) of Southern England. Palaeontology, 36: 95-126.
- Krause, D. W., Kielan-Jaworowska, Z. and Bonaparte, J. F. 1992. Ferugliotherium the first multituberculate from South America. Journal of Vertebrate Paleontology, 12: 351—376.
- Kielan-Jaworowska, Z. and Ensom, P. C. 1994. Tiny plagiaulacoid multituberculate mammals from the Purbeck Limestone Formation of Dorset, England. –Palaeontology, 37: 17-31.
- Kielan-Jaworowska, Z. 1997. Characters of multituberculates neglected in phylogenetic analyses of early mammals. Lethaia, 29: 249—266.
- Kielan-Jaworowska, Z., Cifelli, R. and Luo, Z. 1998. Alleged Cretaceous placental from down under. Lethaia 31: 267—268.
- Luo: Z.-X., Cifelli, R. L., and Kielan-Jaworowska, Z. 2001. Dual origin of tribosphenic mammals. Nature 409: 53-57.
- Kielan-Jaworowska, Z. and Hurum, J. H. 2001. Phylogeny and systematics of multituberculate mammals. Palaeontology 44: 389—429.
- Zofia Kielan-Jaworowska, Richard L. Cifelli, and Zhe-Xi Luo, 2004. Mammals from the age of dinosaurs: origins, evolution, and structure. New York: Columbia University Press. ISBN 0-231-11918-6

1. 1 2  Bibliothèque nationale de France BNF: платформа відкритих даних — 2011.
2. 1 2  Współcześni uczeni polscy: słownik biograficzny / за ред. J. Kapuścik — Ośrodek Przetwarzania Informacji, 1999. — Т. 2. — С. 312–313. — ISBN 83-905295-4-8
3. ↑  www.ae-info.org
4. ↑  http://czlonkowie.pan.pl/czlonkowie/sites/WynikiWyszukiwania.html?s=KIELAN-JAWOROWSKA,%20Zofia
5. ↑  Postanowienie Prezydenta Rzeczypospolitej Polskiej z dnia 2 sierpnia 2002 r. o nadaniu orderów (PDF). isap.sejm.gov.pl (пол.). 2 серпня 2002. Процитовано 18 травня 2024.
6. ↑  Powstańcze Biogramy - Zofia Kielan. www.1944.pl (пол.). Архів оригіналу за 20 серпня 2019. Процитовано 9 вересня 2019.